# Породи тоналіт-трондьєміт-гранодіорит

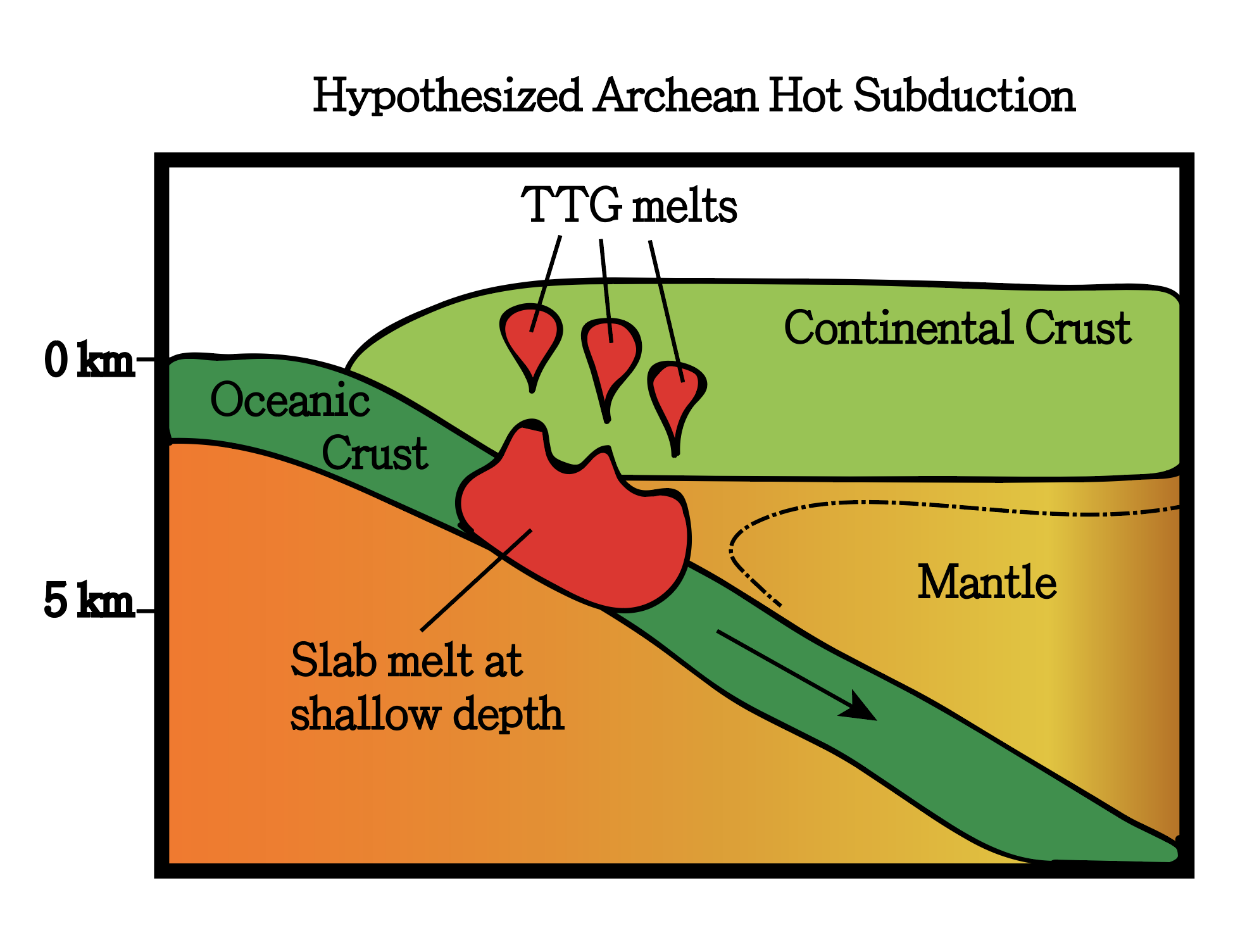
Гіпотетична модель утворення TTG, індукована гарячою субдукцією в архейському періоді. Важча океанічна кора занурюється в легшу мантію. Субдукуюча плита є молодою та гарячою, тому при нагріванні вона частково плавиться, утворюючи магми TTG, які піднімаються та проникають у континентальну кору. Світло-зелений: континентальна кора; темно-зелений: океанічна кора; червоний: плавлення TTG; помаранчевий: мантія.

Породи тоналіт-трондьєміт-гранодіорит (англ. Tonalite–trondhjemite–granodiorite TTG) — інтрузивні гірські породи з типовим гранітним складом (кварц і польовий шпат), але містять лише невелику частину калієвого польового шпату. Тоналіт, трондьєміт і гранодіорит часто зустрічаються разом у геологічних записах, що вказує на подібні петрогенетичні процеси. Постархейські (після 2,5 млрд років тому) породи TTG присутні в пов'язаних з дугою батолітах, а також в офіолітах (хоча і невелика частка), тоді як архейські породи TTG є основними компонентами архейських кратонів.